# 岩村明憲
岩村 明憲（いわむら あきのり、1979年2月9日 - ）は、愛媛県宇和島市出身の元プロ野球選手（内野手）、監督、野球解説者。右投左打。ベースボール・チャレンジ・リーグの福島レッドホープスで2015年11月1日より同球団の球団代表に就任し、2018年11月21日からは球団運営会社の社長も務める。
兄の岩村敬士も元プロ野球選手で、近鉄バファローズに所属していた。

## 経歴

### プロ入り前
中学時代は二塁手。宇和島東高1年生時、捕手にコンバートされる。1995年には全日本高校選抜の4番を務めた。三年生時の1996年6月に右腕を骨折、急遽一塁手にコンバートされ愛媛大会を迎える。愛媛大会では準決勝で松山商業に敗れた。
同年の1996年度ドラフト会議にてヤクルトスワローズから2位指名を受けて、契約金8000万円、年俸600万円（金額は推定）で合意して入団。背番号は48に決まった。

### ヤクルト時代
1997年（1年目）は一軍出場なしに終わったが、二軍で打率.316、10本塁打、38打点を記録。
1998年5月19日の対横浜ベイスターズ戦において「7番・三塁手」として先発出場し、プロ入り初の一軍出場を果たした。
1999年は池山隆寛と併用で三塁を守り83試合に出場し、規定打席には届かなかったが、打率.294、11本塁打を記録した。
2000年は監督の若松勉が衰えが目立ってきた池山を説得し、岩村を三塁手のレギュラーに抜擢し、130試合に出場。自身初の規定打席に到達し、同時にゴールデングラブ賞も初受賞。打率.278（リーグ18位）、18本塁打（リーグ14位）、66打点（リーグ12位）、13盗塁（リーグ7位）を記録。シーズン9三塁打はリーグ最多だった。
2001年は背番号を48から1に変更し、大きく活躍が期待されたこの年は前年を上回る136試合に出場。打率.287（リーグ18位）、18本塁打（リーグ17位）、81打点（リーグ11位）、15盗塁（リーグ8位）を記録。また、自身初のオールスターゲーム出場を果たしリーグ優勝に貢献。日本シリーズでは優秀選手賞に選ばれ、日本一にも貢献した。
2002年は新ストライクゾーンに対応するため、キャンプではバットのヘッドを立てて高めの球に力負けしないためのスイング、大根斬りの練習を行った。その結果、全140試合フル出場を果たし、打率はリーグ4位、そして自身初の3割台となる.320、本塁打はリーグ10位となる23本塁打、OPSはリーグ4位の.921を記録。ベストナインに初選出されるなど大きく飛躍したシーズンとなった。
2003年は開幕を一軍で迎えたものの、開幕戦で右手首を故障し戦線離脱。出場機会が激減、シーズンを通して60試合の出場に留まった。規定打席には届かず、打率も.263と前年を下回ったが、僅か258打席、232打数で12本塁打を記録した。怪我から復帰後は三塁には西武から移籍してきた鈴木健が好調だったこともあり、しばらくは中堅手として起用された。
2004年はロベルト・ペタジーニが1999年に記録したチーム史上タイ記録に並ぶ44本塁打、103打点（いずれもリーグ3位）と好成績を残した。OPSも自己最高の.966を記録したが、リーグ4位の.921を記録した2002年はストライクゾーン改正もあり打低年、2004年は打高年だったこともありリーグ9位、同様に打率もちょうど3割を記録したもののリーグ19位と順位はそれほど伸びなかった。また、日本プロ野球歴代5位となるシーズン173三振を喫し、従来の日本人新記録とセ・リーグ記録を大幅に上回るなど、不名誉な記録も残した。同年に行われた日米野球では、チーム打率が.221に沈む中岩村は打率.440、長打率.517を記録するなど好成績を収め、打棒をふるった。
2005年8月26日に母親が他界。この日、横浜戦（神宮）を控えていた岩村は当時の監督の若松勉から帰郷するよう勧められたが、「プロとして目の前の試合を放棄するわけにはいきません」と出場を志願。左腕に喪章を付け、「3番・三塁手」で先発出場。2本塁打を含む3安打4打点の大活躍を見せ、チームの勝利に大きく貢献した。最終的に、この年は144試合に出場。三振数は前年に続いてリーグ最多だったが、打率.319（リーグ6位）、30本塁打（リーグ8位）、102打点（リーグ6位）、OPS.943（リーグ6位）を記録した。
2006年はリーグ全体がやや打低化したのに対して打率.311（リーグ5位）、32本塁打（リーグ5位）、OPSも.933（リーグ4位）と前年とほぼ同程度の数値を記録し、これで3年連続3割30本塁打を達成。RCWINに至っては自己最高の数値を記録し、4年ぶりにベストナインに選出された。シーズン終了後にはポスティング・システムを行使し、タンパベイ・デビルレイズが455万ドルで交渉権を獲得。アラン・ニーロを代理人とした。

### デビルレイズ・レイズ時代
3年総額770万ドル（4年目は年俸485万ドルの球団オプション）で契約を結んだ。
2007年、当初は守備位置が決まらず一塁手用や外野手用のグラブも持参してスプリングトレーニングに臨むが、三塁手として起用される。開幕当初は6番で起用され、9試合連続安打のスタートを切り、打率.339・出塁率.470などと好調だったが、4月24日に右脇腹を痛め故障者リストに登録された。復帰後は主に1番打者として起用され、本塁打は日本時代に比べて激減したが、チームバッティングに徹する姿勢を貫いて若い選手に意識改革をもたらしたと評された。シーズン終盤には、エバン・ロンゴリアが翌シーズンから三塁を守るチーム方針から二塁手へのコンバートを告げられ、オフには土橋勝征から二塁守備の指導を受けた。
2008年はスプリングトレーニングでは二塁守備での塁上の接触プレーなどに苦戦したが失策はなく、打撃でも19試合の出場で打率.340、2本塁打、出塁率.421、1盗塁の成績を残す。4月は打率.210、1本塁打、出塁率.300と低調だったが、5月3日のボストン・レッドソックス戦では日本人左打者では初となるグリーンモンスター越えの左本塁打を打ち、同月下旬には5試合連続のマルチ安打を記録するなど復調し打率.333、2本塁打、出塁率.371を記録。6月3日のレッドソックス戦ではMLB通算4本目の初回先頭打者本塁打を記録。6月5日のレッドソックス戦ではレイズ先発のジェームズ・シールズのココ・クリスプへの死球から始まった乱闘に「グラウンドでは野球をするもの。でも味方がどうこうされるのも黙ってられない。止めなければならなかった」と参加し、3試合の出場停止処分を受けた。24日のフロリダ・マーリンズ戦でNPB/MLB通算200号本塁打を達成。8月30日のボルチモア・オリオールズ戦でメジャー移籍後初のシーズン150安打に到達。8月に7連敗を喫したが、監督のジョー・マドンに緊急ミーティングを開くよう直訴し、中堅手のB.J.アップトンには守備を教えたりするなどして若手の多いチームを引っ張り、9月20日のミネソタ・ツインズ戦の勝利でチームは球団史上初のポストシーズン進出が決定し、26日に初の地区優勝も決定する。この年のタンパ一帯では、スランプに陥っていたB.J.アップトンがゲン直しに岩村のソフトモヒカンを真似たことをきっかけに、モヒカンヘアーの大ブームが巻き起こった。
ポストシーズンではシカゴ・ホワイトソックスとのディビジョンシリーズ第2戦の5回、カール・クロフォードが「今日のアキのホームランは球団史上最高の一打だと思う」と語る逆転2点本塁打を打ち勝利。最終戦までもつれ込んだレッドソックスとのリーグチャンピオンシップシリーズでは第3戦まで7試合連続安打を記録し、第4戦ではレギュラーシーズン中は封印していたグラブトスでの併殺を見せるなど攻守に活躍し、チームはワールドシリーズに進出。しかしフィラデルフィア・フィリーズとのワールドシリーズでは第5戦で敗退した。
2009年はB.J.アップトンを1番打者とするチーム方針から開幕直後は9番打者で起用される5月24日のフロリダ・マーリンズ戦まで打率.310、本塁打なし、出塁率.377と例年以上の好調を見せていたが、その試合の8回に二塁の守備についた際、一塁走者クリス・コグランの激しいスライディングを受けて左膝を負傷し途中退場。精密検査の結果、左膝前十字靱帯断裂と診断された。故障当初はシーズン中の復帰は絶望視されていたが、6月22日に手術を受けた際に部分断裂であることが判明。8月29日のデトロイト・タイガース戦で復帰し、翌日の試合では1号本塁打を打ち、「今季はホームラン0かなと思っていたんですけど、打ててよかったです」とコメントした。9月にはチームが11連敗を喫しポストシーズン出場を逃した。

### パイレーツ時代
2009年11月3日、ジェシー・チャベスとのトレードでピッツバーグ・パイレーツへ移籍、パイレーツが翌年の契約オプションを行使した。オフには四国八十八箇所巡りを敢行した。
2010年は開幕から打撃不振に悩まされ、4月21日のミルウォーキー・ブルワーズ戦で左中間への大飛球が凡打に終わると「この球場じゃなければ入っている」、5月10日のシンシナティ・レッズ戦でも同様に左中間の大飛球が凡打に終わると「他の球場なら本塁打」というコメントを残すなど弱気な発言が目立ち、5月には日本人選手ワースト記録となる40打席連続無安打を記録。打率は2割を割り込み、ペドロ・アルバレスのメジャー昇格に伴い6月16日にDFAとなり、6月22日に傘下のAAA級インディアナポリスへ降格。インディアナポリスでは50試合の出場で打率.264、3本塁打、出塁率.404の成績を残すが、マイナーリーグのレギュラーシーズン終了後の9月6日に解雇される。

### アスレチックス時代
2010年9月13日、ケビン・クーズマノフの故障で選手の補強を急いでいたオークランド・アスレチックスとメジャー契約を結び、同日の試合に「7番・三塁手」として先発出場。しかし10試合で打率.129、出塁率.250を喫し、10月4日に解雇された。

### 楽天時代
2010年11月16日に東北楽天ゴールデンイーグルスと年俸1億5千万円の2年契約を結ぶ。5シーズンぶりの日本球界復帰となり、17日には仙台市内の球団事務所で入団会見を行った。背番号はヤクルト、レイズ時代と同じ1に決まった。

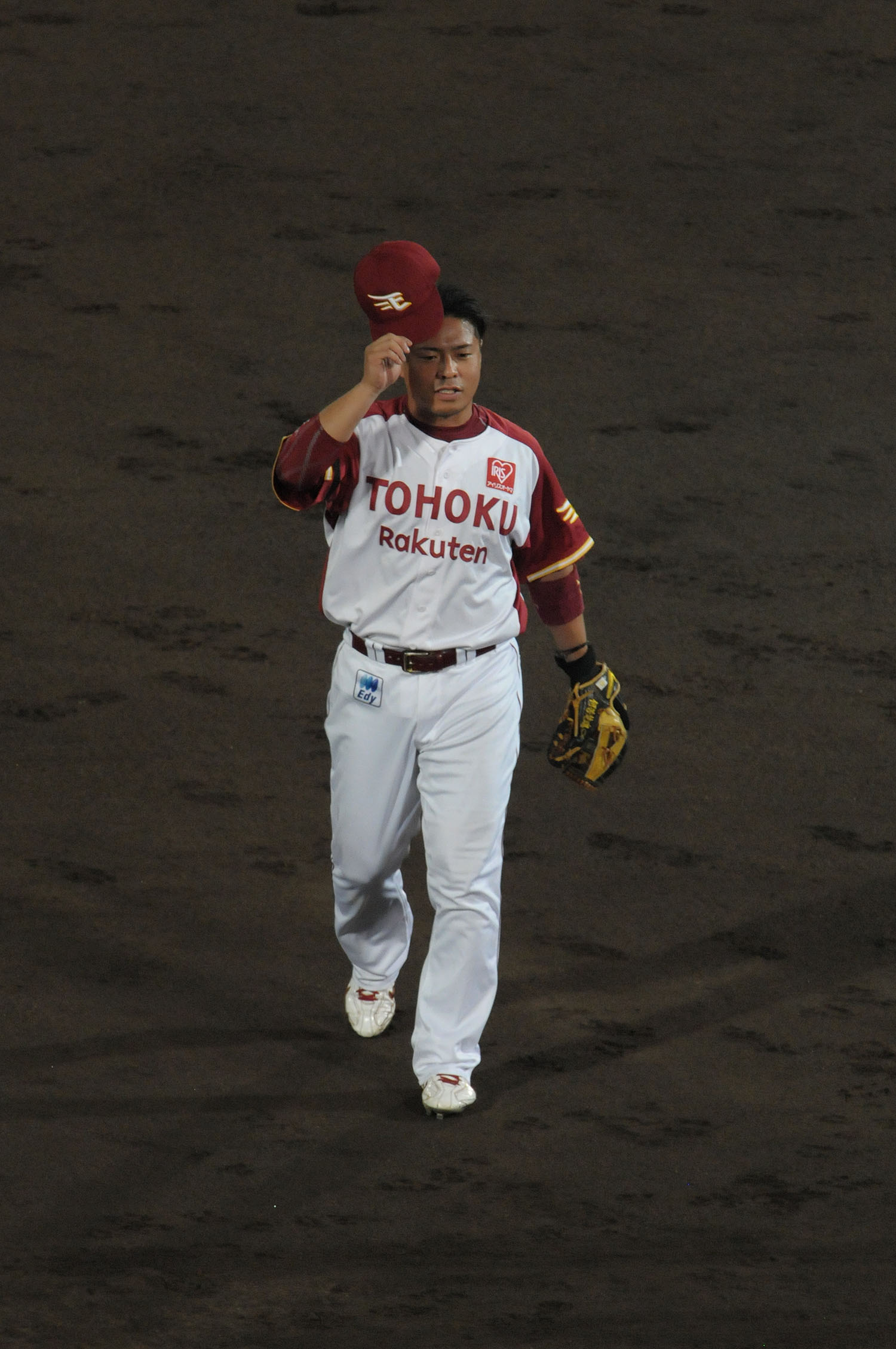
楽天時代（2011年）

2011年はこのシーズンから同じく日本球界に復帰した松井稼頭央とともに主力として期待されたが、開幕から打率.169、OPS.421、失策6と攻守に精彩を欠き、5月14日に出場選手登録を抹消。復帰まで1か月半を要したが、復帰直後の6月29日の福岡ソフトバンクホークス戦（Kスタ宮城）において、延長10回裏に馬原孝浩から日本球界復帰後初の適時打となる逆転サヨナラ二塁打を打った。しかし、その後も調子が上向くことはなく、内村賢介が二塁手のスタメンに固定された影響で、それまで正二塁手だった高須洋介が三塁手に定着。押しだされるようにスタメンの座を失い、守備代走要員となった。9月16日の埼玉西武ライオンズ戦（西武ドーム）の代打で二ゴロ併殺崩れの間に出塁し、ホーム突入時に銀仁朗と交錯して肋骨を骨折。結局出場77試合で打率.183、本塁打なし、OPS.475という成績でそのままシーズンを終えた。
2012年は開幕から二軍暮らしとなり、6月8日にようやく一軍登録される。7月7日の西武戦（西武ドーム）で2006年10月10日以来、日本球界で6年（2097日）ぶりの本塁打を打ったものの、シーズンを通しては前年同様の不振を極め、8月5日に再度二軍落ち。二軍では39試合の出場で打率.298、1本塁打、OPS.799を記録するが、その後も一軍復帰を果たすことができなかった。結局前年を下回る26試合の出場で打率が2割を超える程度の成績に終わり、10月7日に球団から戦力外通告を受けた。

### ヤクルト復帰

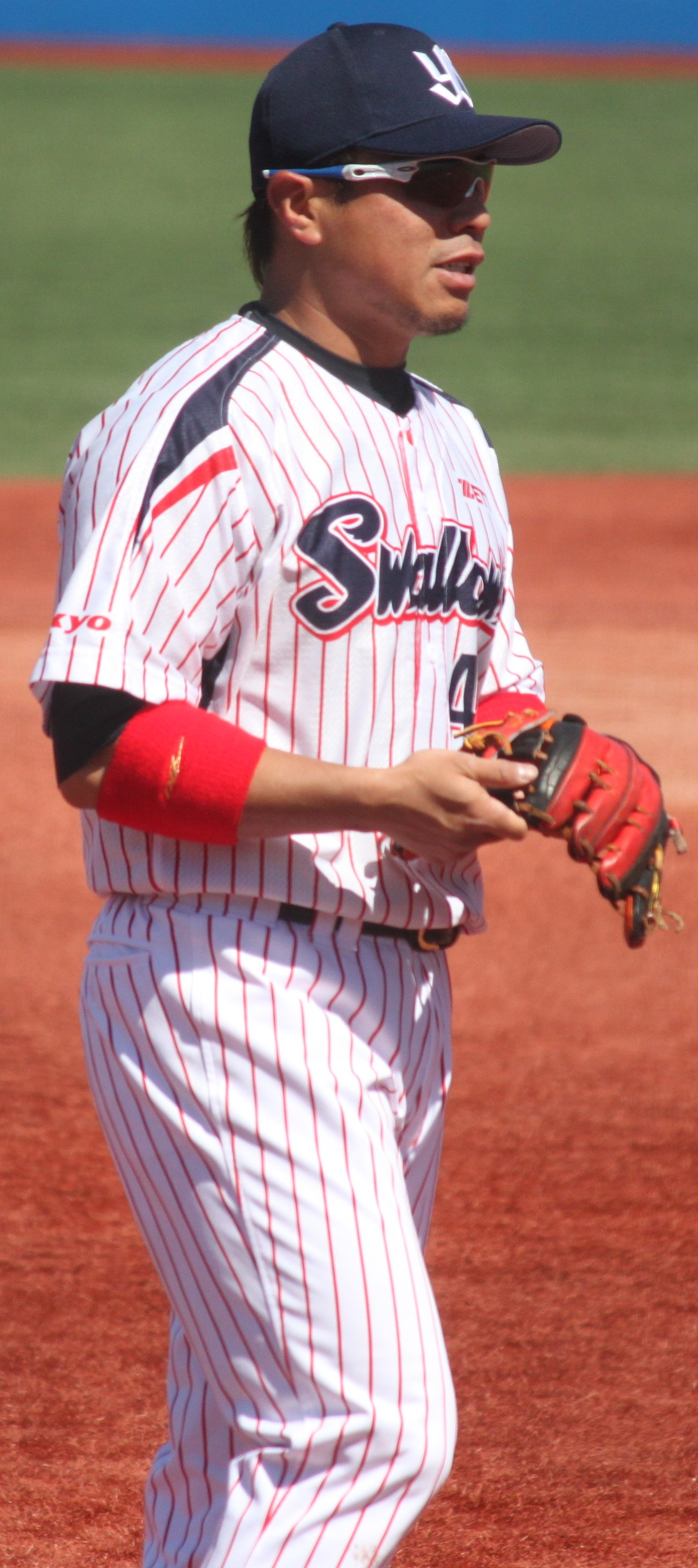
東京ヤクルトスワローズ時代（2013年4月7日、明治神宮野球場にて）

2012年12月11日に東京ヤクルトスワローズと契約。7シーズンぶりに古巣復帰を果たした。背番号はプロ入り当初に着用していた48に決まった。
2013年2月23日の楽天戦とのオープン戦の後には「（楽天が自分を）手放して痛かったなと思ってほしい」とコメントした。開幕一軍入りを果たし、4月7日の横浜DeNAベイスターズ戦において、2回裏に三浦大輔から古巣復帰後初となるソロ本塁打を打ち、2006年10月10日以来となる神宮球場での本塁打を記録した。しかし、シーズンを通して75試合の出場に留まり、打率.246、3本塁打と往年の力を発揮することはできなかった。
2014年は2年連続で開幕一軍に登録。4月6日の阪神タイガース戦（神宮）3回裏に代打で起用されると、シーズン1号となる3点本塁打を打った。「7番・一塁手」として先発起用された6月14日の北海道日本ハムファイターズ戦（札幌ドーム）では、2回表の第1打席から4打席連続で二塁打を打ったことによって、NPBタイ記録（史上11人目、4打席連続では7人目）の1試合4二塁打を達成した。しかし、前年よりさらに少ない39試合の出場にとどまり、10月1日に球団から戦力外通告を受ける。11月27日、福島ホープスの選手兼任監督に就任することが報道により明らかとなった。

### 福島時代
2015年は選手としては10試合の出場に留まったが、打率は5割を超えた。監督としては前期・最下位に沈むも、後期は新規参入1年目での地区半期優勝を果たした（リーグでは群馬ダイヤモンドペガサスに次いで2例目）。新潟との地区チャンピオンシップシリーズでは1勝2敗でリーグチャンピオンシップシリーズ進出はならなかった。11月1日、福島の球団代表に就任した。2016年4月のインタビューで「俺以外のヤツには、みんなNPBを目指せ、と言ってある。俺はもうNPBはない。俺は今、福島県のために野球をやっている」と語っており、現役選手としてのNPB復帰の可能性を否定した。
2016年も選手兼任監督に留任したが、選手としての出場は3試合にとどまり、4打数無安打3四球1打点の成績だった。監督としては前後期ともに2位ながら、年間勝率2位となったことから、前後期を連覇した群馬と対戦する形で、2年連続して地区チャンピオンシップへの出場を果たした。地区チャンピオンシップは初戦で敗退し（福島は3勝0敗が勝ち上がり条件）、前年に続いてリーグチャンピオンシップに駒を進めることができなかった。一方、東北放送の野球解説者も務めた。
2017年は開幕直後の4月10日に記者会見を開き、今シーズン限りで現役を引退することを発表した。9月10日の対武蔵ヒートベアーズ戦（郡山総合運動場開成山野球場、後期最終戦）が引退試合とされ、「1番・指名打者」で先発出場した岩村は、中西太も見守る中、4打数2安打を記録。試合は引き分けだったが、3年連続での地区チャンピオンシップ出場を決めた。試合後のセレモニーではゆかりある関係者からのビデオメッセージの上映後、「175センチという体で、怪我とよく向き合いながら21年よくやったと思う。監督が選手最後の試合というプレッシャーの掛かる試合で、プレーオフを決めた選手全員を誇りに思います。そして、それを後押ししたのがファンの皆さん。ありがとうございます」と挨拶した。地区チャンピオンシップについては「さすがにもういいでしょ」と出場しない意向を示した。前年に続いて前後期優勝の群馬との対戦となった地区チャンピオンシップは、初戦に勝利したが第2戦に0-1で惜敗し、今回もリーグチャンピオンシップへの出場はならなかった。
2018年8月4日、かつて所属したタンパベイ・レイズの本拠地で試合前の始球式を務めた（捕手役は2008年のワールドシリーズ当時遊撃手だったジェイソン・バートレット）。このシーズン、福島は前期・後期ともに2位（前期は優勝マジックを点灯させたものの、群馬に逆転を許した）となり、4年連続で地区チャンピオンシップに進んだが、今回も群馬の前に1引き分けで敗退となった。
福島はシーズン終了後に経営難が報じられ、11月21日に記者会見を開いて自らが代表となる新運営会社の設立と、チーム名の「福島レッドホープス」への変更を発表した。
2019年3月22日には、オークランド・アスレチックスのOBを代表して、MLB開幕カード第2戦（東京ドームのアスレチックス対シアトル・マリナーズ戦）の始球式に藪恵壹とのバッテリー（藪の捕手役）で登場。日本テレビ系列で放送された地上波向けの試合中継でも、副音声で解説を担当した。
このシーズン、福島は前期4位・後期5位の結果に終わり、福島の監督就任後、初めてポストシーズンに進めなかった。
2020年、新型コロナウイルス感染拡大の影響でリーグ戦は3地区・6ブロック制となり、福島は中地区グループCから地区チャンピオンシップ（本年はトーナメント制）に進んだが、地区チャンピオンシップでは信濃に敗退してリーグチャンピオンシップ出場はならなかった。
10月26日のNPBドラフト会議では古長拓がオリックス・バファローズから育成ドラフト6巡目で指名を受け、チーム創設以来初の指名者となった。
2021年8月28日、体調不良により監督を休養すると発表された（総合コーチの星野おさむが代行）。このシーズンは低迷して最下位に終わり、岩村はシーズン終盤に「翌年優勝できなければ監督を退く」と発言したと報じられた。復帰に関する明確な発表はなされなかったが、シーズン終了後に星野は退団しており、事実上岩村が監督に復帰した形になっている。
2022年もチームは最下位に低迷し、9月4日のホーム最終戦終了後に「8年間やってきて一番悔しかったです。もう一度チャンスをいただいて、優勝した信濃・2位争いをしている群馬・新潟と肩を並べて堂々と試合ができるチーム作りをしていきたい」と述べ、前記の「優勝できなければ辞任」という発言を撤回して留任する意向を示した。
2023年は3年連続最下位は免れたが、Bクラスの3位だった。岩村は9月2日のホーム最終戦後「一つ順位は上がったが、強い組織作りができていなかった」と述べるとともに、来シーズンも留任する意向を示した。
2024年シーズン中の8月12日に会見を開き、今シーズン限りで監督を退任することを発表した。会見の時点でシーズン成績はリーグ7チーム中6位で、岩村は「ここ数年プレーオフにも出られず、県民の方々に見せたい野球がお見せできない苦しさ、選手たちの大事なところを伸ばすことができなかった。退任とは言いますが、代表取締役（の立場）からすれば、成績から解任かなという気持ちもあります」と述べた。来シーズンはチーム総監督兼球団代表取締役会長として引き続きチーム運営には関与すると報じられた。8月31日のホーム最終戦後にセレモニーが開かれて挨拶に立ち、最後には選手から胴上げされた。しかし福島球団が同年12月に発表した2025年シーズンの首脳陣に総監督としての岩村の名はなく、同年シーズン開幕時点のチームウェブサイトでも「総監督」の記載はなされていない。球団代表については引き続き務めている。

## 代表経歴

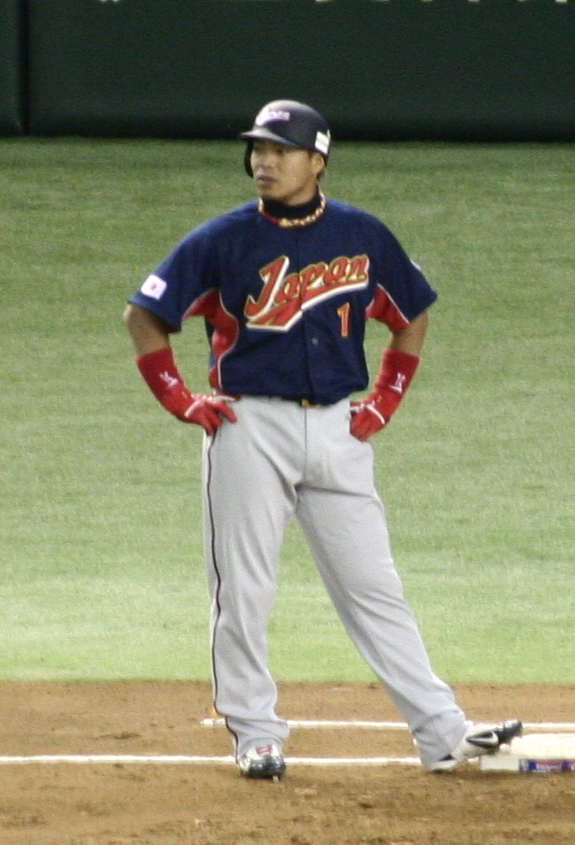
WBCでの岩村（2006年）

2006年シーズン開幕前の3月に開催された第1回ワールド・ベースボール・クラシック(WBC)の日本代表に選出された。ラウンド2までの全試合に先発出場し毎試合安打を記録する活躍を見せるが、故障で準決勝以降は欠場した。
2009年シーズン開幕前の3月に開催された第2回WBCの日本代表に選出された。同大会では主に「9番・二塁手」として出場し、内野のリーダーとしてチームを引っ張った。1次ラウンドは無安打に終わるが、2次ラウンドの初戦キューバ戦で2安打すると復調し、準決勝のアメリカ合衆国戦では4回裏、日本4点目となる適時三塁打を打つ。決勝の韓国戦では、10回表に左前安打で一・三塁と繋ぎ、イチローの決勝点となる2点適時打を呼び込み、日本代表チームで最後のホームを踏んだ（決勝点となったホームを踏んだのは内川聖一）。全9試合で、打率.286、出塁率.417、1盗塁、7得点。得点7はイチローとともにチーム最多だった。

## 選手としての特徴

### 打撃
メジャー挑戦前は三振は多いが甘いボールを逃さない積極的な打撃スタイルだったが、レイズ移籍後は主に1番打者としてバットコントロールに重点を置いた逆方向にライナーをはじき返すバッティングに徹し、2007年にはチームのルーキーとして歴代最高の出塁率.359を記録し、2008年には投手に2930球を投げさせ（両リーグ3位タイ）、左打者ながら左投手に強く、メジャー通算では対右投手打率.259に対し、左投手には打率.287を残した。
メジャーリーグ時代はヤクルト時代に比べると上記の理由や本拠地の広さもあり本塁打数が減少したが、パークファクター補正の入る打撃指標のOPS+、wRC+のキャリアハイはそれぞれ105、107を記録している。これは日本人内野手としては歴代2位の数値である。

### 守備
三塁守備では2007年にリーグ1位の守備率.975を記録し、DRS-7、UZR1.3を記録。2008年には二塁にコンバートされたが、リーグ3位のダブルプレー達成数104、リーグ4位の守備率.990、リーグ3位のDRS3、同3位のUZR2.8を記録する活躍でチームの守備力向上の象徴となり、ジェイソン・バートレットとの二遊間はイワーレットと呼ばれた。メジャー通算では二塁手としてDRS-5、UZR-10.0、三塁手としてDRS-11、UZR-1.8を残した。

### 走塁
ヤクルト時代は一塁到達4.2秒台と俊足で、2000年、2001年と2年連続で2桁盗塁を記録。メジャー移籍後1年目も2桁盗塁を記録し、2009年のWBCでは一塁到達3.98秒を計時する全力疾走を見せる。

## 人物
ヤクルト時代の2005年に1歳年上の元OLの女性と結婚。12月12日にはニッポン放送「岩村明憲のオールナイトニッポン」でラジオ出演した。デビルレイズ（当時）移籍後の2007年7月に第1子（長男）誕生。
赤色を好んでいることから2003年あたりからリストバンド、バッティンググローブ、ファイテン社のRAKUWAネック、練習用Tシャツなどが殆ど赤になった。バットも薄赤色と橙色の中間色や濃い赤色（えんじ色）も使用していたが、2005年からは使用できるバットの色に規制が設けられたため（メジャーリーグの規定に倣い自然色・こげ茶・赤褐色・黒の4色に制限）、黒バットに戻してプレーすることとなった。
中西太を師匠的存在とし、中西の座右の銘である「何苦楚」をブログのタイトルに引用している他、「（カージナルスに移籍した当初）くさらずにやってきた、あの姿勢は見習わなければならない。野球選手の原点」と同じく中西を師匠的存在としている田口壮にも尊敬を抱いている。
レイズの選手夫人たちに漢字の“勝利”の文字が背中に書かれたパーカーを着るように提案したことがあり、「彼の存在、プレー、人間性、そのすべてが、ある意味、レイズの心臓となっている」とも評されていた。
ニックネームは「ガンちゃん」。アメリカでは「アキ (Aki)」と呼ばれていた。
小惑星67853 Iwamuraは岩村の名前にちなんで命名された。

## スポーツマンNo.1決定戦
第6回プロスポーツマン大会（2000年1月1日放送）
SPECIAL BATTLEのWORK OUT GUYSでは苦戦を強いられ12位に終わった。BEACH FLAGS、DEAD MAN'S DROP、POWER FORCEで準決勝進出の活躍を見せ、さらにSHOT-GUN-TOUCHでは12m90cmを記録し、種目別No.1を獲得。最終ランキングではケイン・コスギ、河口正史に次ぐ総合3位となった。
第7回プロスポーツマン大会（2001年1月1日放送）
第7回大会ではWORK OUT GUYS 5位、BEACH FLAGS 準決勝進出、TAIL IMPOSSIBLE 4位となるも、その他の種目で苦戦を強いられ、SHOT-GUN-TOUCH前まで暫定総合10位だったが、SHOT-GUN-TOUCHで13m10cmの自己記録更新を達成し、順位も一気に暫定総合5位にまで押し上げ、最終的に総合5位入賞を果たした。
第8回プロスポーツマン大会（2002年1月1日放送）
最後の出場となった第8回大会では、BEACH FLAGSで決勝進出を果たし、決勝で室伏広治と対戦も敗れた。THIRTYとPOWER FORCEで準決勝進出、TAIL IMPOSSIBLE 5位と安定した活躍を見せ、SHOT-GUN-TOUCH前まで暫定総合4位だったが、SHOT-GUN-TOUCHで12m70cmを2度失敗し記録12m50cmに終わり、総合5位。
プロスポーツマン大会
| 大会      | 放送日       | 総合順位 |
| --------- | ------------ | -------- |
| 第6回大会 | 2000年1月1日 | 3位      |
| 第7回大会 | 2001年1月1日 | 5位      |
| 第8回大会 | 2002年1月1日 | 5位      |

## 詳細情報

### 年度別打撃成績
| 年 度     | 球 団     | 試 合 | 打 席 | 打 数 | 得 点 | 安 打 | 二 塁 打 | 三 塁 打 | 本 塁 打 | 塁 打 | 打 点 | 盗 塁 | 盗 塁 死 | 犠 打 | 犠 飛 | 四 球 | 敬 遠 | 死 球 | 三 振 | 併 殺 打 | 打 率 | 出 塁 率 | 長 打 率 | O P S |
| --------- | --------- | ----- | ----- | ----- | ----- | ----- | -------- | -------- | -------- | ----- | ----- | ----- | -------- | ----- | ----- | ----- | ----- | ----- | ----- | -------- | ----- | -------- | -------- | ----- |
| 1998      | ヤクルト  | 1     | 3     | 3     | 0     | 0     | 0        | 0        | 0        | 0     | 0     | 0     | 0        | 0     | 0     | 0     | 0     | 0     | 2     | 0        | .000  | .000     | .000     | .000  |
| 1999      | ヤクルト  | 83    | 273   | 252   | 28    | 74    | 11       | 4        | 11       | 126   | 35    | 7     | 1        | 0     | 2     | 18    | 2     | 1     | 46    | 2        | .294  | .342     | .500     | .842  |
| 2000      | ヤクルト  | 130   | 489   | 436   | 67    | 121   | 13       | 9        | 18       | 206   | 66    | 13    | 1        | 9     | 1     | 39    | 3     | 4     | 103   | 7        | .278  | .342     | .472     | .814  |
| 2001      | ヤクルト  | 136   | 564   | 520   | 79    | 149   | 24       | 4        | 18       | 235   | 81    | 15    | 6        | 5     | 4     | 32    | 5     | 3     | 111   | 6        | .287  | .329     | .452     | .781  |
| 2002      | ヤクルト  | 140   | 577   | 510   | 67    | 163   | 35       | 2        | 23       | 271   | 71    | 5     | 4        | 2     | 4     | 58    | 6     | 3     | 114   | 10       | .320  | .390     | .531     | .921  |
| 2003      | ヤクルト  | 60    | 258   | 232   | 43    | 61    | 6        | 2        | 12       | 107   | 35    | 5     | 1        | 2     | 1     | 22    | 3     | 1     | 55    | 3        | .263  | .328     | .461     | .789  |
| 2004      | ヤクルト  | 138   | 611   | 533   | 99    | 160   | 19       | 0        | 44       | 311   | 103   | 8     | 3        | 0     | 4     | 70    | 3     | 4     | 173   | 5        | .300  | .383     | .583     | .966  |
| 2005      | ヤクルト  | 144   | 618   | 548   | 83    | 175   | 31       | 4        | 30       | 304   | 102   | 6     | 3        | 0     | 5     | 63    | 2     | 2     | 146   | 2        | .319  | .388     | .555     | .943  |
| 2006      | ヤクルト  | 145   | 621   | 546   | 84    | 170   | 27       | 2        | 32       | 297   | 77    | 8     | 1        | 1     | 3     | 70    | 5     | 1     | 128   | 5        | .311  | .389     | .544     | .933  |
| 2007      | TB        | 123   | 559   | 491   | 82    | 140   | 21       | 10       | 7        | 202   | 34    | 12    | 8        | 4     | 5     | 58    | 0     | 1     | 114   | 2        | .285  | .359     | .411     | .770  |
| 2008      | TB        | 152   | 707   | 627   | 91    | 172   | 30       | 9        | 6        | 238   | 48    | 8     | 6        | 3     | 3     | 70    | 3     | 4     | 131   | 2        | .274  | .349     | .380     | .729  |
| 2009      | TB        | 69    | 260   | 231   | 28    | 67    | 16       | 2        | 1        | 90    | 22    | 9     | 1        | 1     | 3     | 24    | 0     | 1     | 44    | 1        | .290  | .355     | .390     | .745  |
| 2010      | PIT       | 54    | 189   | 165   | 18    | 30    | 6        | 1        | 2        | 44    | 9     | 3     | 1        | 1     | 1     | 26    | 0     | 0     | 31    | 3        | .182  | .292     | .267     | .559  |
| 2010      | OAK       | 10    | 36    | 31    | 3     | 4     | 1        | 0        | 0        | 5     | 4     | 0     | 0        | 0     | 0     | 5     | 0     | 0     | 10    | 0        | .129  | .250     | .161     | .411  |
| '10計     | OAK       | 64    | 225   | 196   | 21    | 34    | 7        | 1        | 2        | 49    | 13    | 3     | 1        | 1     | 1     | 31    | 0     | 0     | 41    | 3        | .173  | .285     | .250     | .535  |
| 2011      | 楽天      | 77    | 197   | 175   | 9     | 32    | 6        | 0        | 0        | 38    | 9     | 0     | 0        | 3     | 1     | 17    | 0     | 1     | 41    | 6        | .183  | .258     | .217     | .475  |
| 2012      | 楽天      | 26    | 79    | 67    | 9     | 14    | 6        | 0        | 1        | 23    | 5     | 0     | 0        | 0     | 1     | 11    | 0     | 0     | 10    | 0        | .209  | .316     | .343     | .660  |
| 2013      | ヤクルト  | 75    | 159   | 142   | 11    | 35    | 4        | 0        | 3        | 48    | 17    | 0     | 0        | 0     | 2     | 15    | 0     | 0     | 48    | 0        | .246  | .314     | .338     | .652  |
| 2014      | ヤクルト  | 39    | 79    | 74    | 7     | 18    | 6        | 0        | 1        | 27    | 14    | 0     | 0        | 0     | 0     | 4     | 0     | 1     | 21    | 1        | .243  | .291     | .365     | .656  |
| NPB：13年 | NPB：13年 | 1194  | 4528  | 4038  | 586   | 1172  | 188      | 27       | 193      | 1993  | 615   | 67    | 20       | 22    | 28    | 419   | 29    | 21    | 998   | 47       | .290  | .358     | .494     | .851  |
| MLB：4年  | MLB：4年  | 408   | 1751  | 1545  | 222   | 413   | 74       | 22       | 16       | 579   | 117   | 32    | 16       | 9     | 12    | 183   | 3     | 6     | 330   | 8        | .267  | .345     | .375     | .720  |

- 各年度の太字はリーグ最高

### WBCでの打撃成績
| 年 度 | 代 表 | 試 合 | 打 席 | 打 数 | 得 点 | 安 打 | 二 塁 打 | 三 塁 打 | 本 塁 打 | 塁 打 | 打 点 | 盗 塁 | 盗 塁 死 | 犠 打 | 犠 飛 | 四 球 | 敬 遠 | 死 球 | 三 振 | 併 殺 打 | 打 率 | 出 塁 率 | 長 打 率 | O P S |
| ----- | ----- | ----- | ----- | ----- | ----- | ----- | -------- | -------- | -------- | ----- | ----- | ----- | -------- | ----- | ----- | ----- | ----- | ----- | ----- | -------- | ----- | -------- | -------- | ----- |
| 2006  | 日本  | 6     | 21    | 18    | 4     | 7     | 0        | 1        | 0        | 9     | 3     | 2     | 0        | 0     | 1     | 2     | 0     | 0     | 3     | 0        | .389  | .429     | .500     | .929  |
| 2009  | 日本  | 9     | 36    | 28    | 7     | 8     | 0        | 1        | 0        | 10    | 3     | 1     | 0        | 0     | 1     | 7     | 0     | 0     | 7     | 0        | .286  | .417     | .357     | .774  |

### 年度別守備成績
| 年 度    | 球 団    | 一塁（1B） | 一塁（1B） | 一塁（1B） | 一塁（1B） | 一塁（1B） | 一塁（1B） | 二塁（2B） | 二塁（2B） | 二塁（2B） | 二塁（2B） | 二塁（2B） | 二塁（2B） | 三塁（3B） | 三塁（3B） | 三塁（3B） | 三塁（3B） | 三塁（3B） | 三塁（3B） | 外野（OF） | 外野（OF） | 外野（OF） | 外野（OF） | 外野（OF） | 外野（OF） |
| 年 度    | 球 団    | 試 合      | 刺 殺      | 補 殺      | 失 策      | 併 殺      | 守 備 率   | 試 合      | 刺 殺      | 補 殺      | 失 策      | 併 殺      | 守 備 率   | 試 合      | 刺 殺      | 補 殺      | 失 策      | 併 殺      | 守 備 率   | 試 合      | 刺 殺      | 補 殺      | 失 策      | 併 殺      | 守 備 率   |
| -------- | -------- | ---------- | ---------- | ---------- | ---------- | ---------- | ---------- | ---------- | ---------- | ---------- | ---------- | ---------- | ---------- | ---------- | ---------- | ---------- | ---------- | ---------- | ---------- | ---------- | ---------- | ---------- | ---------- | ---------- | ---------- |
| 1998     | ヤクルト | -          | -          | -          | -          | -          | -          | -          | -          | -          | -          | -          | -          | 1          | 0          | 1          | 1          | 0          | .500       | -          | -          | -          | -          | -          | -          |
| 1999     | ヤクルト | -          | -          | -          | -          | -          | -          | -          | -          | -          | -          | -          | -          | 73         | 42         | 117        | 12         | 8          | .930       | -          | -          | -          | -          | -          | -          |
| 2000     | ヤクルト | -          | -          | -          | -          | -          | -          | -          | -          | -          | -          | -          | -          | 129        | 89         | 230        | 12         | 19         | .964       | -          | -          | -          | -          | -          | -          |
| 2001     | ヤクルト | -          | -          | -          | -          | -          | -          | -          | -          | -          | -          | -          | -          | 136        | 91         | 266        | 15         | 18         | .960       | -          | -          | -          | -          | -          | -          |
| 2002     | ヤクルト | -          | -          | -          | -          | -          | -          | -          | -          | -          | -          | -          | -          | 140        | 114        | 269        | 8          | 19         | .980       | -          | -          | -          | -          | -          | -          |
| 2003     | ヤクルト | -          | -          | -          | -          | -          | -          | -          | -          | -          | -          | -          | -          | 47         | 32         | 93         | 7          | 5          | .947       | 15         | 29         | 3          | 1          | 0          | .970       |
| 2004     | ヤクルト | -          | -          | -          | -          | -          | -          | -          | -          | -          | -          | -          | -          | 137        | 115        | 245        | 11         | 18         | .970       | -          | -          | -          | -          | -          | -          |
| 2005     | ヤクルト | -          | -          | -          | -          | -          | -          | -          | -          | -          | -          | -          | -          | 142        | 74         | 213        | 14         | 21         | .953       | -          | -          | -          | -          | -          | -          |
| 2006     | ヤクルト | -          | -          | -          | -          | -          | -          | -          | -          | -          | -          | -          | -          | 143        | 88         | 198        | 12         | 13         | .960       | -          | -          | -          | -          | -          | -          |
| 2007     | TB       | -          | -          | -          | -          | -          | -          | 1          | 2          | 2          | 0          | 1          | 1.000      | 120        | 79         | 197        | 7          | 17         | .975       | -          | -          | -          | -          | -          | -          |
| 2008     | TB       | -          | -          | -          | -          | -          | -          | 152        | 284        | 397        | 7          | 109        | .990       | -          | -          | -          | -          | -          | -          | -          | -          | -          | -          | -          | -          |
| 2009     | TB       | -          | -          | -          | -          | -          | -          | 67         | 114        | 163        | 6          | 37         | .979       | 1          | 1          | 0          | 0          | 0          | 1.000      | -          | -          | -          | -          | -          | -          |
| 2010     | PIT      | -          | -          | -          | -          | -          | -          | 40         | 75         | 94         | 3          | 26         | .983       | -          | -          | -          | -          | -          | -          | -          | -          | -          | -          | -          | -          |
| 2010     | OAK      | -          | -          | -          | -          | -          | -          | -          | -          | -          | -          | -          | -          | 10         | 11         | 11         | 1          | 1          | .957       | -          | -          | -          | -          | -          | -          |
| '10計    | OAK      | -          | -          | -          | -          | -          | -          | 40         | 75         | 94         | 3          | 26         | .983       | 10         | 11         | 11         | 1          | 1          | .957       | -          | -          | -          | -          | -          | -          |
| 2011     | 楽天     | -          | -          | -          | -          | -          | -          | -          | -          | -          | -          | -          | -          | 69         | 29         | 78         | 8          | 3          | .930       | -          | -          | -          | -          | -          | -          |
| 2012     | 楽天     | -          | -          | -          | -          | -          | -          | -          | -          | -          | -          | -          | -          | 25         | 11         | 29         | 3          | 5          | .930       | -          | -          | -          | -          | -          | -          |
| 2013     | ヤクルト | 6          | 19         | 1          | 0          | 1          | 1.000      | -          | -          | -          | -          | -          | -          | 26         | 16         | 48         | 1          | 3          | .985       | -          | -          | -          | -          | -          | -          |
| 2014     | ヤクルト | 15         | 97         | 7          | 0          | 7          | 1.000      | -          | -          | -          | -          | -          | -          | 1          | 0          | 0          | 0          | 0          | .---       | -          | -          | -          | -          | -          | -          |
| NPB:13年 | NPB:13年 | 21         | 116        | 8          | 0          | 8          | 1.000      | -          | -          | -          | -          | -          | -          | 1069       | 701        | 1787       | 104        | 132        | .960       | 15         | 29         | 3          | 1          | 0          | .970       |
| MLB：4年 | MLB：4年 | NPB：13年  | NPB：13年  | NPB：13年  | NPB：13年  | NPB：13年  | NPB：13年  | 260        | 475        | 656        | 16         | 173        | .986       | 131        | 98         | 208        | 8          | 18         | .974       | -          | -          | -          | -          | -          | -          |

- 各年度の太字はリーグ最高
- NPB時代の太字年はゴールデングラブ賞受賞

### 表彰
NPB
- ベストナイン：2回（三塁手部門：2002年、2006年）
- ゴールデングラブ賞：6回（三塁手部門：2000年 - 2002年、2004年 - 2006年） ※セ・リーグ三塁手部門を6度は歴代最多タイ（他に掛布雅之）
- 月間MVP：1回（2004年8月）
- 優秀JCB・MEP賞：4回（2000年、2002年、2004年、2006年）
- 日本シリーズ優秀選手賞：1回（2001年）
- オールスターゲーム優秀選手賞：1回（2006年第1戦）

### 記録
NPB初記録
- 初出場・初先発出場：1998年5月19日、対横浜ベイスターズ3回戦（横浜スタジアム）、「7番・三塁手」で先発出場
- 初打席：同上、2回表に三浦大輔の前に三振
- 初安打：1999年4月3日、対横浜ベイスターズ2回戦（横浜スタジアム）、7回表に伊藤智仁の代打で出場、斎藤隆から二塁内野安打
- 初盗塁：同上、7回表に二盗（投手：斎藤隆、捕手：谷繁元信）
- 初打点：1999年5月15日、対広島東洋カープ5回戦（長崎ビッグNスタジアム）、4回裏に黒田博樹から右翼線へ2点適時二塁打
- 初本塁打：1999年5月22日、対中日ドラゴンズ8回戦（ナゴヤドーム）、4回表に武田一浩から右越同点ソロ

NPB節目の記録
- 100本塁打：2004年6月17日、対阪神タイガース13回戦（大阪ドーム）、1回表に藪恵壹から右越先制決勝2ラン ※史上235人目
- 150本塁打：2005年8月31日、対読売ジャイアンツ16回戦（大阪ドーム）、5回表にバート・ミアディッチから右中間へソロ ※史上138人目
- 1000安打：2006年7月17日、対広島東洋カープ10回戦（明治神宮野球場）、7回裏に佐竹健太から右前安打 ※史上242人目
- 1000試合出場：2011年5月10日、対北海道日本ハムファイターズ4回戦（日本製紙クリネックススタジアム宮城）、「7番・三塁手」で先発出場 ※史上441人目

その他の記録
- オールスターゲーム出場：4回（2001年、2004年、2005年、2006年）
- シーズン173三振（2004年） ※当時のセ・リーグ最多記録
- 1試合4打席連続二塁打：2014年6月14日、対北海道日本ハムファイターズ3回戦（札幌ドーム） ※日本プロ野球タイ記録で史上7人目（1試合4二塁打の記録は同様に日本プロ野球タイ記録で史上11人目）

### 独立リーグでの打撃成績
| 年 度     | 球 団     | 試 合 | 打 数 | 得 点 | 安 打 | 二 塁 打 | 三 塁 打 | 本 塁 打 | 打 点 | 三 振 | 四 球 | 死 球 | 犠 打 | 犠 飛 | 盗 塁 | 失 策 | 併 殺 打 | 打 率 | 出 塁 率 | 長 打 率 | O P S |
| --------- | --------- | ----- | ----- | ----- | ----- | -------- | -------- | -------- | ----- | ----- | ----- | ----- | ----- | ----- | ----- | ----- | -------- | ----- | -------- | -------- | ----- |
| 2015      | 福島      | 10    | 18    | 3     | 10    | 2        | 1        | 1        | 7     | 1     | 3     | 0     | 0     | 0     | 0     | 0     | 0        | .556  | .619     | 1.167    | 1.786 |
| 2016      | 福島      | 3     | 4     | 1     | 0     | 0        | 0        | 0        | 1     | 0     | 3     | 0     | 0     | 0     | 0     | 0     | 0        | .000  | .428     | .000     | 0.428 |
| 2017      | 福島      | 9     | 12    | 0     | 4     | 0        | 0        | 0        | 0     | 1     | 2     | 0     | 0     | 0     | 0     | 0     | 0        | .333  | .429     | .333     | 0.762 |
| 通算：3年 | 通算：3年 | 22    | 34    | 4     | 14    | 2        | 1        | 1        | 8     | 2     | 8     | 0     | 0     | 0     | 0     | 0     | 0        | .412  | .524     | .618     | 1.142 |

### 背番号
- 48（1997年 - 2000年、2013年 - 2014年）
- 1（2001年 - 2009年、2010年途中 - 同年終了、2011年 - 2012年、2015年 - 2024年）
- 3（2010年 - 同年途中）
  - 8（2009年WBC）

### 代表歴
- 2006 ワールド・ベースボール・クラシック日本代表
- 2009 ワールド・ベースボール・クラシック日本代表

## 関連情報

### テレビ出演
- run for money 逃走中（2011年1月16日、フジテレビ）
- 最強の男は誰だ!壮絶筋肉バトル!!スポーツマンNo.1決定戦（2000年1月1日、2001年1月1日、2002年1月1日、TBS）
- アメリカ・メジャーリーグ中継（NHK BS1　福島レッドホープスに移籍した2015年以後、同チームの試合に支障をきたさない範囲で解説担当）